# Cours (voie)
Pour les articles homonymes, voir Cours.

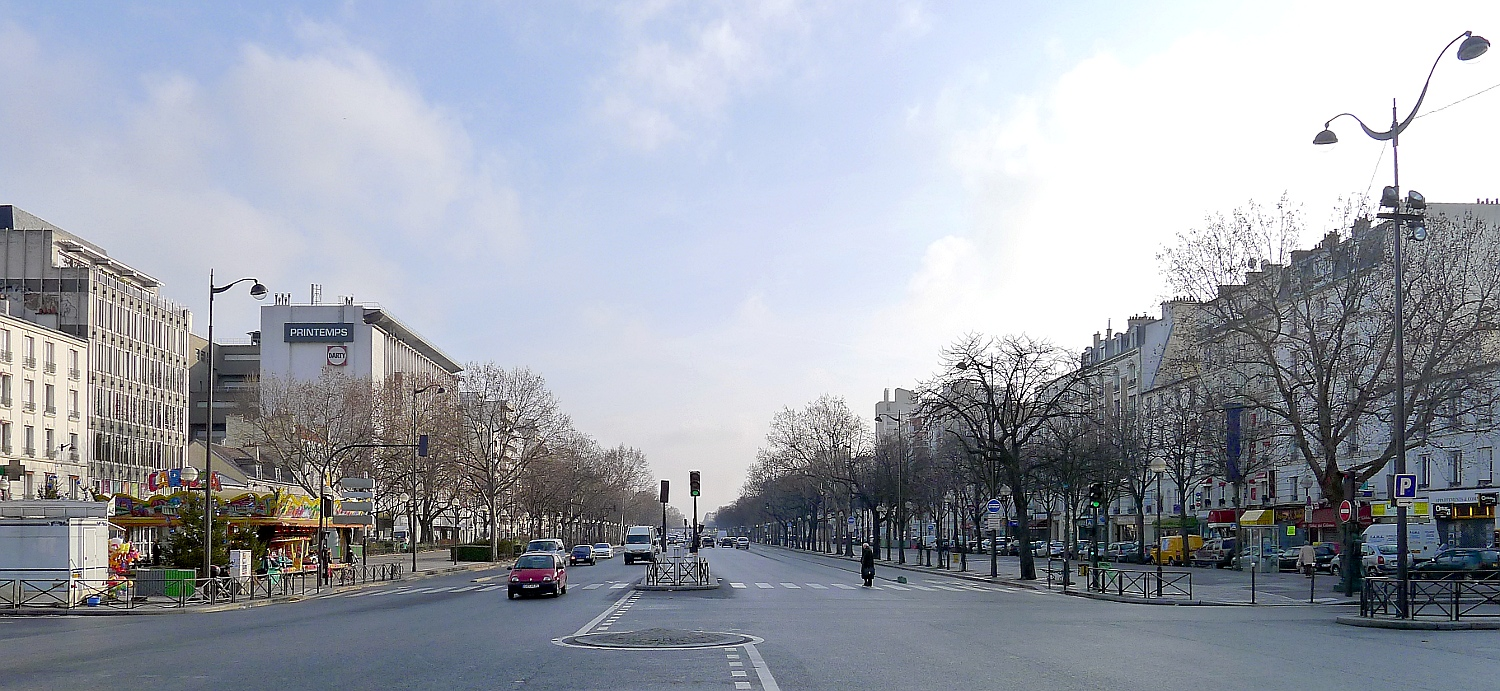
Cours de Vincennes.

Un cours désigne une large avenue urbaine, ordinairement plantée d’arbres. C'est un odonyme, terme servant à désigner une voie publique. 
Le mot est masculin, à ne pas confondre avec une « cour », le nom (féminin) d'un autre type de voie publique.
L'abréviation de cours est Crs.

## Étymologie
Le mot cours vient de l'italien corso, lui-même dérivé du latin cursus, participe substantivé de curro (« courir »).

## Cours célèbres
- le cours Mirabeau à Aix-en-Provence
- le cours Julien à Marseille
- le cour du Chapeau-Rouge à Bordeaux
- le cours Victor Hugo à Bordeaux
- le cours de la Libération-et-du-Général-de-Gaulle à Grenoble
- le cours de la Résistance à Laval
- le cours Lafayette à Lyon
- le cours Franklin-Roosevelt à Lyon
- le Cours des 50-Otages à Nantes
- le cours Saleya à Nice
- Le cours de Vincennes à Paris
- le cours la Reine dans le 8e arrondissement de Paris
- le cours Albert-Ier dans le 8e arrondissement de Paris